# Jazina
Jazina (cyr. Јазина) – wieś w Bośni i Hercegowinie, w Republice Serbskiej, w mieście Trebinje. W 2013 roku liczyła 105 mieszkańców.